# ئی‌ام‌دی جی‌پی۳۸-۲
ئی‌ام‌دی جی‌پی۳۸–۲ (انگلیسی: EMD GP38-۲) یک لوکوموتیو دیزلی ساخت شرکت جنرال موتورز دیزل و الکترو-موتیو دیویژن بوده است.
این لوکوموتیو که مابین سال‌های ۱۹۷۲ تا ۱۹۸۶ تولید می‌شده دارای ۱۶ سیلندر و ۲۰۰۰ اسب بخار توان خروجی بوده است.

## نگارخانه

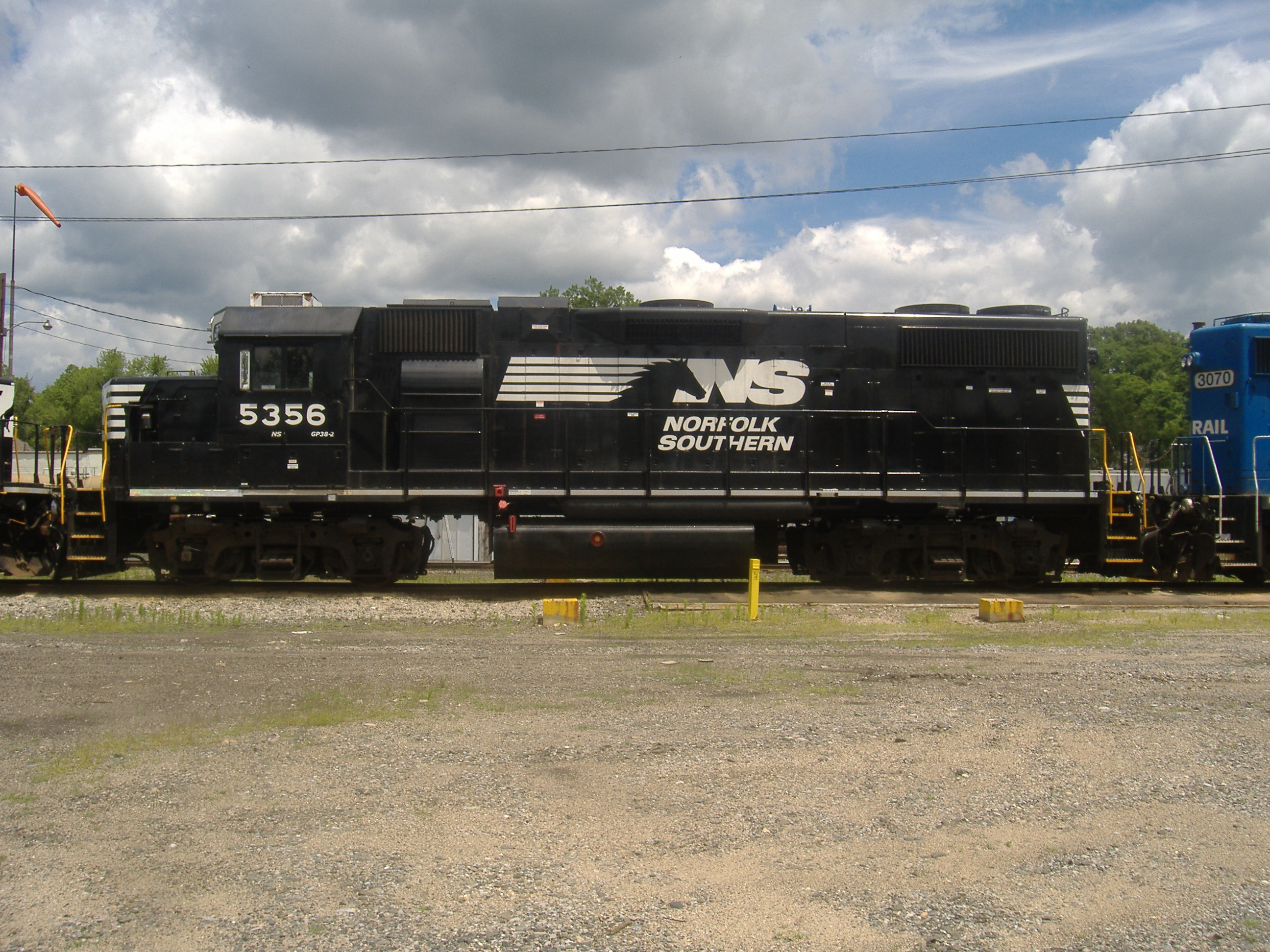
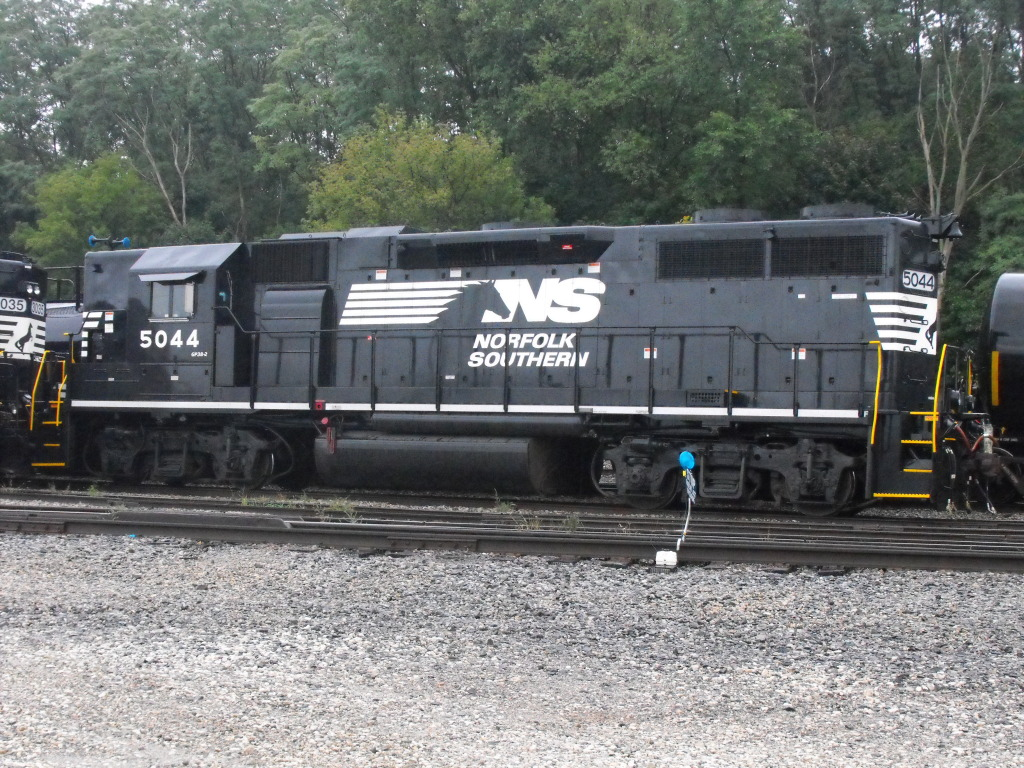
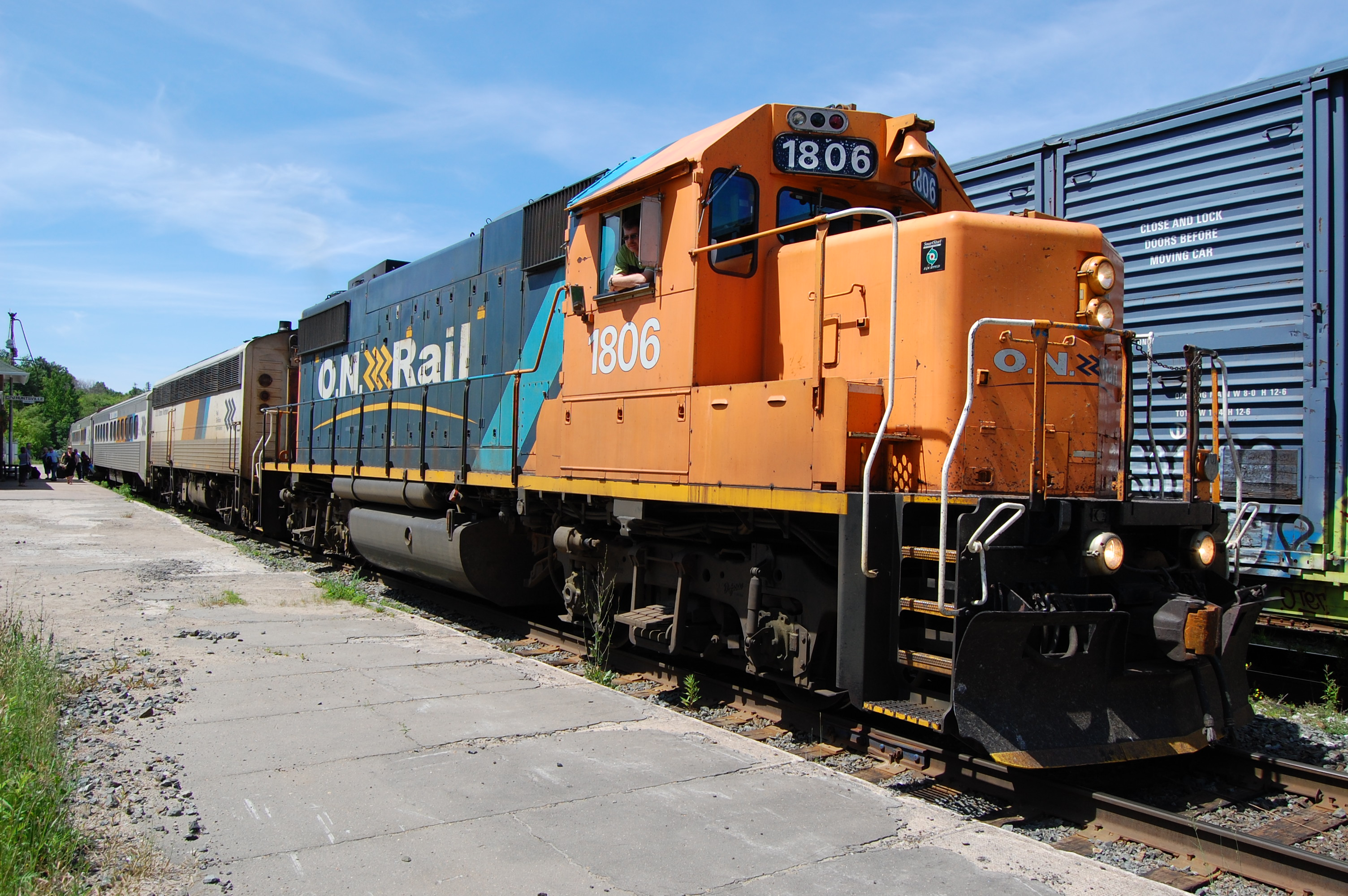
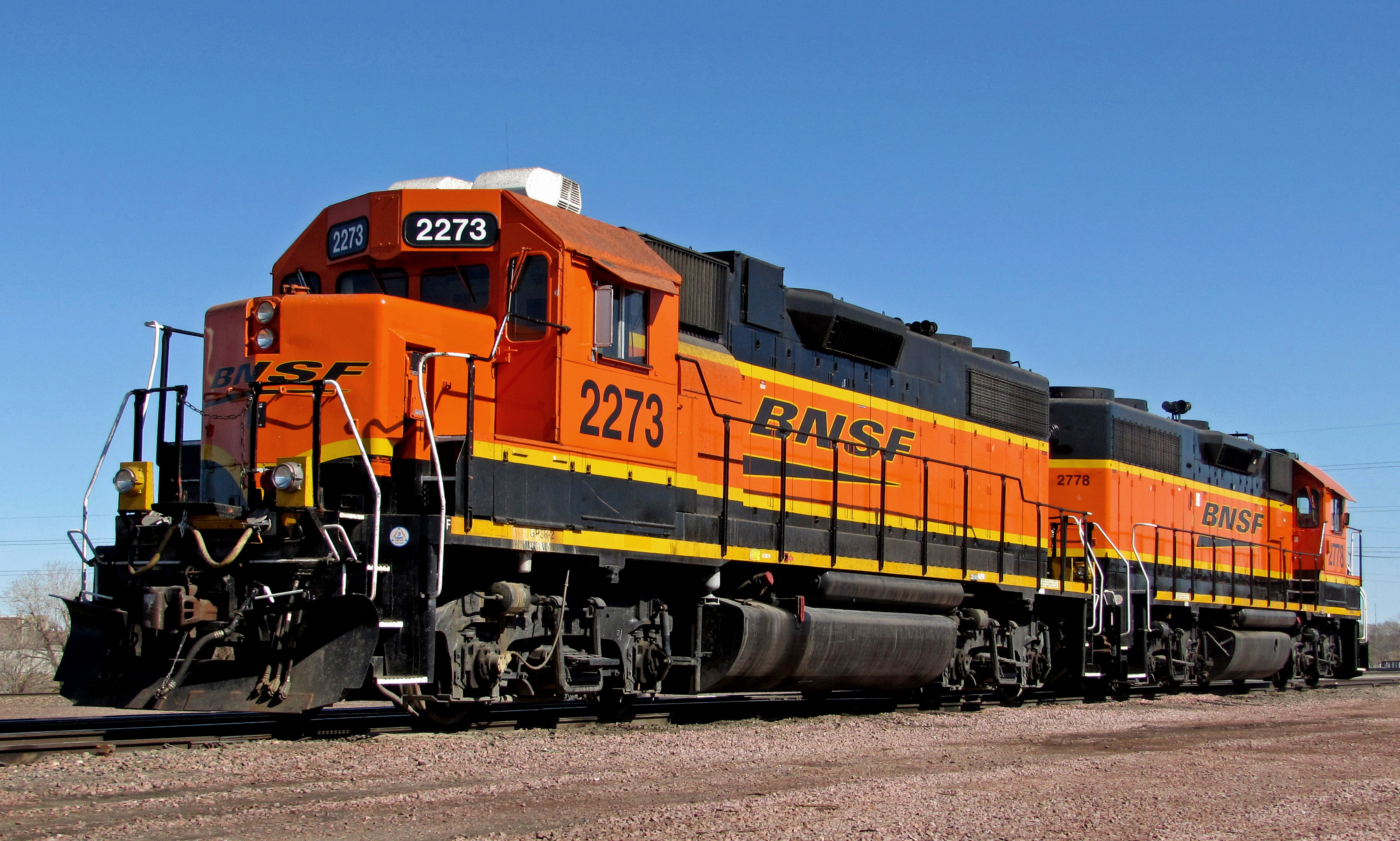
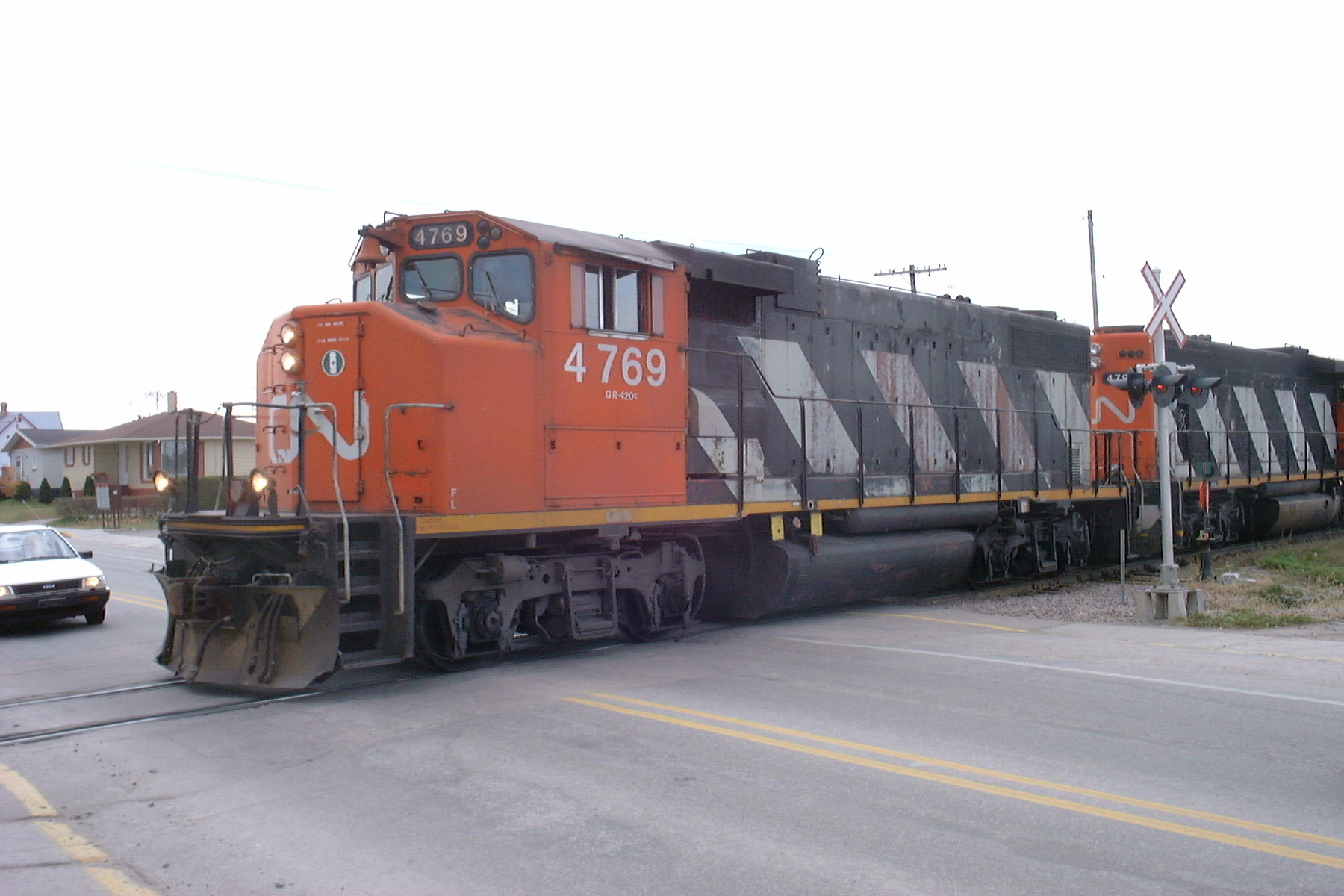